# Edward Wallace Muir
Edward Wallace Muir, Jr. (* 12. Februar 1946) ist ein US-amerikanischer Historiker. Er lehrt Geschichte und Italianistik an der Northwestern University in Illinois. Er gilt als Pionier in der historischen Forschung zu Ritualen und Fehden und ist bekannt für seinen Gebrauch von anthropologischen und mikrohistorischen Methoden in der Geschichtsforschung. Seine wissenschaftliche Forschung konzentriert sich auf das Italien der Renaissance.

## Leben
Muir studierte Geschichte an der Universität Utah (B.A. magna cum laude 1969). 1967 absolvierte er im Rahmen eines Programms der Syracuse University ein Auslandssemester in Florenz. Anschließend studierte er an der Rutgers University, machte 1970 dort seinen M.A. in moderner europäischer Geschichte und 1975 den Ph.D ebenfalls in moderner europäischer Geschichte. Er unterrichtete zuerst von 1973 bis 1977 als Assistenzprofessor für Geschichte am Stockton State College in New Jersey und danach von 1977 bis 1981 als Assistenzprofessor für Geschichte an der Syracuse University, sowie von 1981 bis 1986 als Associate Professor für Geschichte. Von 1986 bis 1992 arbeitete er als Associate Professor an der Louisiana State University und danach bis 1993 als ordentlicher Professor für Geschichte ebendort. Gleichzeitig arbeitete er 1990 und von 1993 bis 1994 als Gastprofessor für die Renaissance an der Yale University. Seit 1993 arbeitet Muir als Professor für Geschichte an der Northwestern University, seit 1997 zusätzlich als Clarence L. Ver Steeg Professor und ab 2003 auch noch als Professor der Italianistik. Seit 2006 schließlich arbeitet er dort als Charles Deering McCormick Professor of Teaching Excellence.
Er hielt mehrere Stipendien, unter anderen von der Guggenheim Foundation, von der Harvard University, vom Institute for Advanced Study in Princeton, dem National Humanities Center und vom Center for Advanced Study in the Behavioral Sciences in Stanford.

## Wissenschaftliche Arbeit
Edward Wallace Muirs Arbeit konzentriert sich auf die soziale und kulturelle Geschichte Italiens, insbesondere während der Renaissance. Als spezifische Forschungsinteressen definiert er selbst Gewalt und Rituale. So hat er sich darauf spezialisiert, Fehden und Rituale der italienischen Renaissance zu analysieren.
Von 1990 bis 1993 gab er zusammen mit Guido Ruggiero drei Sammelbände mit ausgewählten Artikeln des Magazins Quaderni Storici zu Themen der Mikrogeschichte heraus. Damit wollen Muir und Ruggiero die italienische Mikrogeschichte (microstoria) in der wissenschaftlichen Gemeinschaft Nordamerikas bekannter machen.

## Rezeption
István Szijarto stellt Muir selbst in eine Nähe zur italienischen Microstoria. Insbesondere sein Buch Mad Blood Stirring: Vendetta and Factions in Friuli during the Renaissance sei Nahe am (überwiegend) sozialhistorischen Stil der ursprünglichen Mikrohistorikern Italiens ausgerichtet, berücksichtige zudem aber anthropologische Theorien.
Francesca Trivellato meinte, kein anderer nordamerikanischer Historiker habe sich wie Muir um die Mikrogeschichtsschreibung bemüht. Er habe nicht nur mikrohistorische Studien aus dem Italienischen ins Englische übersetzt, sondern diese auch gewinnbringend angewendet.

## Werke
- Civic Ritual in Renaissance Venice (Princeton University Press, 1981) ISBN 978-0691102009 (Winner of the Herbert Baxter Adams Prize and Howard R. Marraro Prize in Italian History)
- Italian translation: Il rituale civico a Venezia nel Rinascimento (Rome: Il Veltro Editrice, 1984). ISBN 9788885015227
- The Leopold von Ranke Manuscript Collection of Syracuse University: The Complete Catalogue (Syracuse University Press, 1983). ISBN 9780815622949
- Sex and Gender in Historical Perspective. Co-edited with Guido Ruggiero. Selections from Quaderni Storici, no. 1. Baltimore: The Johns Hopkins University Press, 1990. ISBN 978-0801840722
- Microhistory and the Lost Peoples of Europe. Co-edited with Guido Ruggiero. Selections from Quaderni Storici, no. 2. Baltimore: The Johns Hopkins University Press, 1991. ISBN 978-0801841835
- Mad Blood Stirring: Vendetta and Factions in Friuli during the Renaissance. Baltimore: The Johns Hopkins University Press, 1993, 390pp. (Winner of the Howard R. Marraro Prize in Italian History)  ISBN 978-0801858499
- Italian translation: Il sangue s’infuria e ribolle: La vendetta nell’Italia del Rinascimento. Verona: Cierre edizioni, 2010. ISBN 978-8883145803

- History from Crime. Co-edited with Guido Ruggiero. Selections from Quaderni Storici, no. 3. Baltimore: The Johns Hopkins University Press, 1994, 236pp. ISBN 9780801847332
- Ritual in Early Modern Europe (Cambridge University Press, 1997, 2nd edition, 2005). ISBN 978-0521602402
- Italian translation: Riti e rituali nell’Europa moderna. Milan, La Nuova Italia, 2000. ISBN 978-8822142498
- Spanish translation: Fiesta y rito en la Europa moderna. Madrid, Editorial Complutense, 2001. ISBN 9788474915976

- Co-author with Brian Levack, Michael Maas, and Meredith Veldman, The West: Encounters and Transformations. New York: Addison Wesley Longman (new Prentice Hall), 2004. Concise edition, 2006. 2nd full edition, 2007. 3rd full edition, 2010. ISBN 978-0134237466
- The Culture Wars of the Late Renaissance: Skeptics, Libertines, and Opera. Cambridge, Mass.: Harvard University Press, 2007. ISBN 978-0-674-04126-4
- Italian translation: Guerre culturali: Libertinismo e religione alla fine del Rinascimento. Bari: Laterza, 2008. ISBN 9788842083078

## Auszeichnungen und Ehrungen
- Herbert Baxter Adams Preis der American Historical Association für das beste erste Buch über die Geschichte Europas von einem amerikanischen Staatsbürger, 1982.
- Howard R. Marraro Preis in italienischer Geschichte von der American Catholic Historical Association für das beste Buch, welches sich mit Italienischer Geschichte befasst, 1982.
- Harold J. Grimm Memorial Preis des Center for Reformation Research für den besten Artikel über die Geschichte der Reformation, 1989.
- Howard R. Marraro Preis in italienischer Geschichte von der American Historical Association für das beste Buch über italienische Geschichte, 1993.
- Excellence in Teaching Award der Northwestern University Alumni Association, 1999.
- E. Leroy Hall Auszeichnung für herausragende Leistung im Unterrichten vom Weinberg College of Arts and Sciences, Northwestern University, 2000–2001.
- Charles Deering McCormick Professor of Teaching Excellence, Northwestern University, 2006–2009.
- Distinguished Achievement Award, Andrew W. Mellon Foundation, 2010.
- Academia Europaea, Auswärtiges Mitglied, 2011.[6]
- Auszeichnung für speziellen Erfolg der Laufbahn von der Society for Italian Historical Studies, 2014.
- American Academy of Arts and Sciences, gewähltes Mitglied, 2014.